# Une mort à Lisbonne
 (novembre 2016).
Si vous disposez d'ouvrages ou d'articles de référence ou si vous connaissez des sites web de qualité traitant du thème abordé ici, merci de compléter l'article en donnant les références utiles à sa vérifiabilité et en les liant à la section « Notes et références ».
Une mort à Lisbonne (A Small Death in Lisbon) est un roman policier de Robert Wilson publié en 1999. Le roman a obtenu le Gold Dagger Award en 1999.

## Résumé
En 1941 Klaus, patron d'une usine, adhère aux SS. On lui demande d'acheter du tungstène pour les SS au Portugal au lieu de la Chine. Vers 1990 au Portugal, le corps de Catarina, 15 ans, est trouvé sur la plage. En 1942 Klaus s'associe avec Joaquim, exploitant de tungstène, qu'ils vendent aux nazis qui payent en or. Klaus et Joaquim créent leur banque pour l'y déposer. En 1961 Klaus est emprisonné au Portugal pour meurtre et maitre Oliveira (père de Catarina) l'enlève de la direction de la banque à la demande de Joaquim qui meurt en 1979. Klaus est libéré en 1980. Zé, enquêtant sur Catarina, établit que c'est Borrego (ex co-détenu de Klaus) qui a tué Catarina vers laquelle Oliveira l'avait attiré pour récupérer l'or de Joaquim.